# 1964 no cinema

## Principais filmes lançados
- Akai satsui, de Shohei Imamura
- Alexis Zorbas, de Michael Cacoyannis, com Anthony Quinn, Alan Bates e Irene Papas
- Bande à part, de Jean-Luc Godard, com Anna Karina e Claude Brasseur
- Becket, de Peter Glenville, com Richard Burton, Peter O'Toole e John Gielgud
- The Best Man, de Franklin J. Schaffner, com Henry Fonda e Cliff Robertson
- A Caça, curta-metragem de Manoel de Oliveira
- Charulata de Satyajit Ray
- Cheyenne Autumn, de John Ford, com Richard Widmark, Carroll Baker, Karl Malden, Sal Mineo, Dolores del Río, Ricardo Montalbán e John Carradine
- Il deserto rosso, de Michelangelo Antonioni, com Monica Vitti e Richard Harris
- Deus e o Diabo na Terra do Sol, de Glauber Rocha, com Geraldo Del Rey, Yoná Magalhães, Othon Bastos e Maurício do Valle
- Dr. Strangelove or: How I Learned to Stop Worrying and Love the Bomb, de Stanley Kubrick, com Peter Sellers, George C. Scott, Sterling Hayden e James Earl Jones
- Fail-Safe, de Sidney Lumet, com Walter Matthau e Henry Fonda
- The Fall of the Roman Empire, de Anthony Mann, com Sophia Loren, Alec Guinness, James Mason, Stephen Boyd, Christopher Plummer e Omar Sharif
- Les félins, de rené Clément, com Alain Delon e Jane Fonda
- Gertrud, de Carl Theodor Dreyer
- Goldfinger, de Guy Hamilton, com Sean Connery, Gert Fröbe e Shirley Eaton
- Hamlet, de Bill Colleran e John Gielgud, com Richard Burton e Hume Cronyn
- A Hard Day's Night, de Richard Lester, com John Lennon, Paul McCartney, George Harrison e Ringo Starr
- L'homme de Rio, de Philippe de Broca, com Jean-Paul Belmondo, Françoise Dorléac e Milton Ribeiro
- Hush...Hush, Sweet Charlotte, de Robert Aldrich, com Bette Davis, Olivia de Havilland, Joseph Cotten, Mary Astor e Bruce Dern
- Le journal d'une femme de chambre, de Luis Buñuel, com Jeanne Moreau e Michel Piccoli
- Kaidan, de Masaki Kobayashi
- The Killers, de Don Siegel, com Lee Marvin, Angie Dickinson e John Cassavetes
- Kiss Me, Stupid, de Billy Wilder, com Dean Martin e Kim Novak
- Lilith, de Robert Rossen, com Warren Beatty, Jean Seberg, Peter Fonda e Gene Hackman
- Man's Favorite Sport?, de Howard Hawks, com Rock Hudson
- Marnie, de Alfred Hitchcock, com Tippi Hedren, Sean Connery, Diane Baker e Bruce Dern
- Mary Poppins, de Robert Stevenson, com Julie Andrews e Dick Van Dyke
- Matrimonio all'italiana, de Vittorio De Sica, com Sophia Loren e Marcello Mastroianni
- My Fair Lady, de George Cukor, com Audrey Hepburn e Rex Harrison
- The Night of the Iguana, de Juhn Huston, com Richard Burton, Ava Gardner e Deborah Kerr
- Les parapluies de Cherbourg, de Jacques Demy, com Catherine Deneuve
- La peau douce, de François Truffaut, com Françoise Dorléac
- Per un pugno di dollari, de Sergio Leone, com Clint Eastwood e Gian Maria Volonté
- Prima della rivoluzione, de Bernardo Bertolucci
- Sei donne per l'assassino, de Mario Bava, com Eva Bartok, Cameron Mitchell e Thomas Reiner
- Sedotta e abbandonata, de Pietro Germi, com Stefania Sandrelli
- Send Me No Flowers, de Norman Jewison, com Rock Hudson e Doris Day
- Seven Days in May, de John Frankenheimer, com Burt Lancaster, Kirk Douglas, Fredric March e Ava Gardner
- A Shot in the Dark, de Blake Edwards, com Peter Sellers, Elke Sommer e George Sanders
- Tini zabutykh predkiv, de Sergei Parajanov
- Topkapi, de Jules Dassin, com Melina Mercouri, Peter Ustinov e Maximilian Schell
- The Train, de John Frankenheimer, com Burt Lancaster, Paul Scofield e Jeanne Moreau
- La tulipe noire, de Christian-Jacque, com Alain Delon e Virna Lisi
- Il vangelo secondo Matteo, de Pier Paolo Pasolini
- What a Way to Go!, de J. Lee Thompson, com Shirley MacLaine, Paul Newman, Robert Mitchum, Dean Martin, Gene Kelly e Dick Van Dyke
- The Yellow Rolls-Royce, de Anthony Asquith, com Ingrid Bergman, Rex Harrison, Shirley MacLaine, Jeanne Moreau, George C. Scott, Omar Sharif e Alain Delon
- Zulu, de Cy Endfield, com Stanley Baker, Jack Hawkins, Ulla Jacobsson e Michael Caine

## Nascimentos
| Data            | Nome                | Profissão                     | Nacionalidade  | Observações | Ref |
| --------------- | ------------------- | ----------------------------- | -------------- | ----------- | --- |
| 7 de janeiro    | Nicolas Cage        | ator                          | Estados Unidos |             |     |
| 11 de janeiro   | Patrícia Pillar     | atriz                         | Brasil         |             |     |
| 13 de janeiro   | Penelope Ann Miller | atriz                         | Estados Unidos |             |     |
| 27 de janeiro   | Bridget Fonda       | atriz                         | Estados Unidos |             |     |
| 5 de fevereiro  | Laura Linney        | atriz                         | Estados Unidos |             |     |
| 14 de fevereiro | Zach Galligan       | ator                          | Estados Unidos |             |     |
| 15 de fevereiro | Chris Farley        | ator e comediante             | Estados Unidos | m. 1997     |     |
| 18 de fevereiro | Matt Dillon         | ator                          | Estados Unidos |             |     |
| 26 de fevereiro | Mark Dacascos       | ator                          | Estados Unidos |             |     |
| 4 de março      | Paolo Virzì         | ator, roteirista e realizador | Itália         |             |     |
| 9 de março      | Juliette Binoche    | atriz                         | França         |             |     |
| 17 de março     | Rob Lowe            | ator                          | Estados Unidos |             |     |
| 3 de abril      | Maurício Mattar     | ator e cantor                 | Brasil         |             |     |
| 7 de abril      | Russell Crowe       | ator                          | Nova Zelândia  |             |     |
| 14 de abril     | Maria João Abreu    | atriz                         | Portugal       |             |     |
| 27 de maio      | Adam Carolla        | ator e comediante             | Estados Unidos |             |     |
| 15 de junho     | Courteney Cox       | atriz                         | Estados Unidos |             |     |
| 9 de julho      | Courtney Love       | atriz e cantora               | Estados Unidos |             |     |
| 10 de julho     | Dalton Vigh         | ator e apresentador           | Brasil         |             |     |
| 22 de julho     | John Leguizamo      | ator                          | Colômbia       |             |     |
| 22 de julho     | David Spade         | ator e comediante             | Estados Unidos |             |     |
| 26 de julho     | Sandra Bullock      | atriz                         | Estados Unidos |             |     |
| 28 de julho     | Lori Loughlin       | atriz                         | Estados Unidos |             |     |
| 29 de julho     | Lisa Peluso         | atriz                         | Estados Unidos |             |     |
| 30 de julho     | Vivica A. Fox       | atriz                         | Estados Unidos |             |     |
| 2 de setembro   | Keanu Reeves        | ator                          | Canadá         |             |     |
| 11 de setembro  | Alexandre Lippiani  | ator e dublador               | Brasil         | m. 1997     |     |
| 16 de setembro  | Rossy de Palma      | atriz                         | Espanha        |             |     |
| 25 de setembro  | Maria Doyle Kennedy | atriz e cantora               | Irlanda        |             |     |
| 30 de setembro  | Monica Bellucci     | atriz e modelo                | Itália         |             |     |
| 3 de outubro    | Clive Owen          | ator                          | Reino Unido    |             |     |
| 14 de outubro   | Alexandre Frota     | ator e modelo                 | Brasil         |             |     |
| 26 de outubro   | Irving São Paulo    | ator                          | Brasil         | m. 2006     |     |
| 1 de novembro   | Calista Flockhart   | atriz                         | Estados Unidos |             |     |
| 14 de novembro  | Patrick Warburton   | ator e comediante             | Estados Unidos |             |     |
| 29 de novembro  | Don Cheadle         | ator                          | Estados Unidos |             |     |
| 4 de dezembro   | Marisa Tomei        | atriz                         | Estados Unidos |             |     |
| 4 de dezembro   | Chelsea Noble       | atriz                         | Estados Unidos |             |     |
| 8 de dezembro   | Teri Hatcher        | atriz                         | Estados Unidos |             |     |
| 19 de dezembro  | Béatrice Dalle      | atriz                         | França         |             |     |
| ??              | Murilo Grossi       | ator e produtor               | Brasil         |             |     |

## Mortes
| Data           | Nome         | Profissão               | Nacionalidade                   | Observações | Ref |
| -------------- | ------------ | ----------------------- | ------------------------------- | ----------- | --- |
| 29 de Janeiro  | Alan Ladd    | actor                   | Estados Unidos                  | n. 1913     |     |
| 23 de Março    | Peter Lorre  | actor                   | Austria-Hungary/ Estados Unidos | n. 1904     |     |
| 28 de Setembro | Harpo Marx   | actor e comediante      | Estados Unidos                  | n. 1888     |     |
| 10 de Outubro  | Eddie Cantor | actor e compositor      | Estados Unidos                  | n. 1892     |     |
| 27 de Outubro  | Rudolph Maté | cinegrafista e cineasta | Polónia                         | n. 1898     |     |